# Ludwik Heimb
Ludwik Heimb (ur. ok. 1698 lub ok. 1700, zm. 1765 w Pruchnej) – polski ksiądz katolicki, poeta i tłumacz.

## Życiorys
Data urodzenia nie jest znana. Sądzi się, że przyszedł na świat na przełomie XVII i XVIII wieku. W latach 1717–1721 uczył się w gimnazjum w Cieszynie, gdzie ukończył 4 klasy. Następnie studiował, prawdopodobnie w Ołomuńcu, filozofię i teologię. Później został księdzem katolickim i podjął działalność duszpasterską. Był także nauczycielem domowym w Cieszynie u rodziny miejscowego burmistrza Leopolda Polzera - uczył ich córkę Joannę Alokzję. Przez jakiś czas mieszkał w Skoczowie, gdzie był wikarym i proboszczem. Później był proboszczem w Grodźcu, a począwszy od 1761 roku w Pruchnej, gdzie zmarł 4 lata później (1765).

## Twórczość
Już w szkole tworzył wesołe wierszyki i piosenki. Z jego twórczości zachowały się dwa teksty poetyckie: Pochwała Łysej Góry i Gloria Quadorum oraz wiersz gratulacyjny, dedykowany jednemu z przyjaciół.

### Utwory
1. (Pochwała Łysej Góry. Poemat), ogł.: K. Radda pt. Łysa Góra, "Nowy Czas" 1880 nr 9; F. Popiołek w: Poezja z dawnych lat, "Dziennik Cieszyński" 1910 nr 87; P. Musioł (fragm.) w: Literatura śląsko-polska XVIII w., "Zaranie Śląskie" rocznik 8 (1932), nr 1.

Rękopisy bez tytułu znajdują się w Bibliotece w Cieszynie sygn. DD IX 22 (2 odpisy, osobny i włączony do Poemata Ludovici Heimb parochi, obok Glorii Quadorum).

### Przekłady
1. Gloria Quadorum. Poemat, ogł.: K. Radda pt. Pieśń o Śląsku, "Nowy Czas" 1880 nr 12, 16; F. Popiołek (fragm.) jak wyżej; P. Musioł (fragm.) jak wyżej.

Rękopisy znajdują się w Bibliotece w Cieszynie sygn. DD IX 22 (2 odpisy, w rękopisie Poemata Ludovici Heimb parochi i rękopisie Jubilus quadicus novissime ab uno Polonisatus, dat. 1755 – w chronostychu. Rękopis ten obejmuje tekst polski, łaciński oraz utwór niemiecki z roku 1792 J. K. G. Weiganga Geographisches Lied über Schlesien und die Grafschaft Glatz).
Tekst polski jest przekładem dawniejszej wersji łacińskiej (oba liczą po 55 czterowierszowych zwrotek); tekst niemiecki jest utworem odmiennym (139 czterowierszowych zwrotek), ogłosił go W. Karger w: Inedita aus der Scherschnik-Bibliothek, "Zeitschrift f. Geschichte u. Kulturgeschichte Schlesiens" (Opawa) XX (1930/33), s. 92-99.

## Opracowania nt. Heimba
1. L. J. Szersznik: Nachrichten von Schriftstellern und Künstlern aus dem Teschner Fürstenthume, Cieszyn 1810, s. 92
2. C. v. Wurzbach: Biographisches Lexikon des Kaiserthums Oesterreich t. 8 (Wiedeń 1862)
3. F. Popiołek: Poezja z dawnych lat, "Dziennik Cieszyński" 1910 nr 87
4. J. Londzin: Polskość Śląska Cieszyńskiego, Cieszyn 1926, s. 40
5. P. Musioł: Literatura śląsko-polska XVIII w., "Zaranie Śląskie" rocznik 8 (1932), nr 1
6. W. Ogrodziński: Dzieje piśmiennictwa śląskiego, Katowice 1946; wyd. 2 popr. i rozszerzone do druku przygot. L. Brożek, Z. Hierowski, Katowice 1965.